# Marit Røsberg Jacobsen
Marit Røsberg Jacobsen (Narvik, 25 februari 1994) is een Noorse handbalspeler die lid is van het Noorse nationale team.

## Carrière

### Club
Marit Røsberg Jacobsen speelde aanvankelijk voor de Noorse clubs Ankenes HK, Charlottenlund SK en Selbu IL. Vanaf 2014 speelde de rechterhoeker voor eersteklasser Byåsen HE. Met Byåsen nam ze regelmatig deel aan Europese bekerwedstrijden. Sinds het seizoen 2018/19 komt ze uit voor het Deense eersteklasser Team Esbjerg. Met Esbjerg won ze het Deens kampioenschap in 2019 en 2020 en de Deense beker in 2021. Ze werd uitgeroepen tot beste rechterhoekspeelster van de competitie in het seizoen 2021/2022.

### Nationaal team
Marit Røsberg Jacobsen speelde 34 wedstrijden voor de Noorse nationale jeugd teams. Met deze selectieteams nam ze deel aan het Europees Kampioenschap U-17 2011, het wereldkampioenschap U-18 2012, het Europees Kampioenschap U-19 2013 en het Wereldkampioenschap U-20 2014. Ze won de bronzen medaille op het Europees Kampioenschap U-17 en het wereldkampioenschap U-18. Ze werd ook gekozen in het all-star team op het WK U-18.
Op 1 juni 2016 maakte ze haar debuut voor het Noorse nationale team in een wedstrijd tegen Wit-Rusland. Røsberg Jacobsen won met Noorwegen de zilveren medaille op het wereldkampioenschap 2017. Ze vertegenwoordigde Noorwegen op de Europese kampioenschappen van 2018. Twee jaar later won ze de gouden medaille op het EK. Ze scoorde negen doelpunten tijdens het toernooi. Op de Olympische Spelen in Tokio won ze brons met de Noorse selectie. Jacobsen scoorde tijdens dat toernooi in totaal elf doelpunten. In 2021 won ze met Noorwegen het WK.